# Sarnów (powiat sochaczewski)
Sarnów – wieś w Polsce położona w województwie mazowieckim, w powiecie sochaczewskim, w gminie Rybno. Ma status sołectwa.
| SIMC    | Nazwa          | Rodzaj     |
| ------- | -------------- | ---------- |
| 0736959 | Kresy          | część wsi  |
| 1057551 | Łąki Kujawskie | przysiółek |
| 0736965 | Zygmuntów      | część wsi  |

W latach 1975–1998 miejscowość należała administracyjnie do województwa skierniewickiego.
Sołectwo 31 grudnia 2013 roku liczyło 175 mieszkańców.